# Grote Prijs van Alanya (vrouwen)
De Grote Prijs van Alanya was een wielerwedstrijd voor vrouwen die plaatsvond in 2019 en 2020. De eerste editie werd gewonnen door Tatsjana Sjarakova, in de volgende editie kwam Diana Klimova als eerste over de eindstreep. Klimova had een voorsprong van meer dan twee minuten op haar eerste achtervolgers, Hanna Tserakh en Anna Nahirna. Als vierde, vijfde en zesde finishten respectievelijk Sjarakova, Olha Sjekel en Maria Novolodskaja, die een jaar eerder nog op het podium stonden.

## Podia
| Jaar | Afstand | Winnaar            | Tweede        | Derde              |
| ---- | ------- | ------------------ | ------------- | ------------------ |
| 2019 | 103 km  | Tatsjana Sjarakova | Olha Sjekel   | Maria Novolodskaja |
| 2020 | 115 km  | Diana Klimova      | Hanna Tserakh | Anna Nahirna       |

### Overwinningen per land
| Overwinningen | Land                 |
| ------------- | -------------------- |
| 1             | Rusland, Wit-Rusland |